# シュプリームギフト
競走馬におけるシュプリームギフトとは、
1. 1970年5月25日に生まれた、父Supreme Sovereign、母Giftedのアイルランド産の競走馬、種牡馬[1]。牡馬。アベイ・ド・ロンシャン賞3着、テンプルステークス（英語版）2着、パレスハウスステークス2着など、イギリス・フランスの短距離路線で好走した[1]。通算成績19戦6勝[1]。引退後は種牡馬として日本に輸入された。
2. 2008年3月16日に生まれた、日本の競走馬、繁殖牝馬。本項にて記述。

シュプリームギフト（欧字名:Supreme Gift、2008年3月16日 - ）は、日本の競走馬、繁殖牝馬。
ディープインパクト産駒のデビュー第1号として話題になり、京阪杯3着、函館スプリントステークス2着、キーンランドカップ3着など、芝短距離路線において重賞に上位入着するなど活躍した。通算成績25戦5勝。繁殖牝馬としては2021年・2023年アイビスサマーダッシュを制したオールアットワンス、2022年クイーンカップを制したプレサージュリフトを産んだ。

## 経歴

### デビュー前
2008年3月16日、北海道安平町のノーザンファームにて、スーヴェニアギフトの2番仔として生まれる。父は無敗での中央競馬クラシック三冠を達成し、GI7勝の成績を上げて2005年 - 2006年のJRA賞年度代表馬や最優秀3歳牡馬、最優秀4歳以上牡馬に選出されたディープインパクトで、シュプリームギフトは2007年から種牡馬入りしたディープインパクトの初年度産駒だった。
2010年4月14日、父ディープインパクトと同じ栗東トレーニングセンターの池江泰郎厩舎に入厩。4月16日には初調教を行った。調教師の池江泰郎は、「暴れ方も父に似ているよ」「馬体の雰囲気も父に似ている」「走りの軽さやフォームなんかも父譲りかなと思うよ」などと発言、父ディープインパクトに似ている点を多く示唆した。

### 競走馬時代
2010年6月20日阪神第4レースの2歳新馬にて、内田博幸鞍上でデビュー。ディープインパクト産駒として最初のデビューとなった。単勝2.0倍の1番人気に推されるが、スタートで出遅れ、ゴール前で追い上げるもアヴェンチュラ（後の秋華賞馬）やエイシンオスマン（後のニュージーランドトロフィー勝ち馬）に及ばず、1着から5馬身差の3着。
その後は約9か月に及ぶ休養を挟み、2011年3月20日阪神競馬場の3歳未勝利戦で復帰するも7着。4月30日には京都競馬場の3歳未勝利戦に出走、中団内目を追走し、直線で外に出すと先行各馬をかわし抜け出して1着、初勝利を収めた。6月25日の3歳以上500万下（阪神芝1800m）、11月27日の3歳以上500万下（京都芝1600m）ではそれぞれ14着、17着と大敗するも、年が変わって2012年1月22日小倉競馬場の4歳以上500万下（芝1200m）で勝利。3月4日のパノラマビューカップ（1000万下・中京芝1200m）では6着に敗れるものの、同条件で行われた3月25日の三河特別では勝利した。
3か月の休養を挟み、復帰した6月10日のUHB杯（1000万下・函館芝1200m）では13着と大敗。中3週空けて7月8日に挑んだ同条件の道新スポーツ杯では勝利を収めている。その後は7月22日の札幌日刊スポーツ杯（1600万下）で2着、8月12日のUHB賞では1着となるなど、札幌の芝1200mコースで好走を続けた。
8月26日にはキーンランドカップで重賞初出走、4着に入着する。10月7日には夕刊フジ杯オパールステークスに出走するが6着に敗れる。11月24日には京阪杯に出走、12番人気の低評価の中、直線で差し脚を伸ばし先行したテイエムオオタカをかわし、ハクサンムーンの3着に入着。
年が変わり2013年1月14日に淀短距離ステークスに出走、前走での好走から単勝3.2倍の1番人気に推されるが、直線で伸びを欠き13着と大敗。騎手の秋山真一郎は敗走の原因は重馬場であると指摘した。2月24日には阪急杯に出走、ロードカナロアの5着に終わる。8月11日には2回目となるUHB賞に出走するがストレイトガールの9着に沈む。
8月25日には2回目のキーンランドカップに出走、直線で内目を伸びて3番手に上がるが、先行するフォーエバーマークやストレイトガールとの差が縮まらず3着。9月8日にはさらに格上となるセントウルステークスに挑戦するも9着に敗れる。年が変わり2014年1月13日には2回目となる淀短距離ステークスに出走するが14着、2月2日にはシルクロードステークスに出走するが12着と見せ場なく敗れた。

### 繁殖牝馬時代
2014年2月6日、サンデーサラブレッドクラブがシュプリームギフトの引退、繁殖入りを発表。2月13日にJRAの競走馬登録を抹消した。
2017年には、同年日本で種牡馬供用が始まったマクフィと交配。結果オールアットワンスを産み、同馬は2021年・2023年のアイビスサマーダッシュを制した。

## 競走成績
以下の内容は、JBISサーチおよびnetkeiba.comに基づく。
| 競走日     | 競馬場 | 競走名             | 格       | 距離（馬場）  | 頭 数 | 枠 番 | 馬 番 | オッズ （人気） | 着順 | タイム （上り3F） | 着差 | 騎手        | 斤量 [kg] | 1着馬（2着馬）         | 馬体重 [kg] |
| ---------- | ------ | ------------------ | -------- | ------------- | ----- | ----- | ----- | --------------- | ---- | ----------------- | ---- | ----------- | --------- | ---------------------- | ----------- |
| 2010.06.20 | 阪神   | 2歳新馬            |          | 芝1600m（良） | 12    | 8     | 11    | 002.00（1人）   | 03着 | R1:36.5（35.3）   | -0.8 | 0内田博幸   | 54        | アヴェンチュラ         | 440         |
| 2011.03.20 | 阪神   | 3歳未勝利          |          | 芝1800m（良） | 16    | 3     | 6     | 008.40（5人）   | 07着 | R1:49.6（34.9）   | -0.6 | 0浜中俊     | 54        | モビール               | 458         |
| 0000.04.30 | 京都   | 3歳未勝利          |          | 芝1600m（良） | 18    | 2     | 3     | 002.60（1人）   | 01着 | R1:36.4（35.4）   | -0.1 | 0岩田康誠   | 54        | （メイショウシレトコ） | 448         |
| 0000.06.25 | 阪神   | 3歳上500万下       |          | 芝1800m（良） | 16    | 7     | 14    | 008.50（5人）   | 14着 | R1:48.5（37.3）   | -3.1 | 0岩田康誠   | 52        | トシザマキ             | 448         |
| 0000.11.27 | 京都   | 3歳上500万下       |          | 芝1600m（良） | 18    | 7     | 13    | 058.5（13人）   | 17着 | R1:36.2（36.0）   | -1.8 | 0秋山真一郎 | 54        | セイルラージ           | 464         |
| 2012.01.22 | 小倉   | 4歳上500万下       |          | 芝1200m（稍） | 18    | 8     | 16    | 008.20（4人）   | 01着 | R1:09.9（35.1）   | -0.2 | 0川須栄彦   | 54        | （オモイデサクラ）     | 466         |
| 0000.03.04 | 中京   | パノラマビューC    | 1000万下 | 芝1200m（良） | 18    | 3     | 6     | 006.30（3人）   | 06着 | R1:10.6（34.8）   | -0.2 | 0川須栄彦   | 55        | ダイメイザクラ         | 458         |
| 0000.03.25 | 中京   | 三河特別           | 1000万下 | 芝1200m（良） | 16    | 4     | 8     | 016.90（6人）   | 01着 | R1:10.9（35.8）   | -0.0 | 0浜中俊     | 55        | （リュンヌ）           | 452         |
| 0000.06.10 | 函館   | UHB杯              | 1000万下 | 芝1200m（良） | 16    | 6     | 12    | 010.40（5人）   | 13着 | R1:10.2（35.3）   | -0.9 | 0川須栄彦   | 55        | フォーエバーマーク     | 462         |
| 0000.07.08 | 函館   | 道新スポーツ杯     | 1000万下 | 芝1200m（良） | 16    | 4     | 8     | 011.80（7人）   | 01着 | R1:08.7（34.4）   | -0.2 | 0荻野琢真   | 55        | （キョウエイバサラ）   | 458         |
| 0000.07.22 | 札幌   | 札幌日刊スポーツ杯 | 1600万下 | 芝1200m（良） | 16    | 5     | 10    | 012.90（5人）   | 02着 | R1:08.1（34.8）   | -0.2 | 0竹之下智昭 | 55        | テイエムオオタカ       | 456         |
| 0000.08.12 | 札幌   | UHB賞              | OP       | 芝1200m（良） | 11    | 7     | 8     | 002.50（1人）   | 01着 | R1:08.1（33.6）   | -0.3 | 0秋山真一郎 | 51        | （レオンビスティー）   | 458         |
| 0000.08.26 | 札幌   | キーンランドC      | GIII     | 芝1200m（良） | 14    | 6     | 10    | 009.40（5人）   | 04着 | R1:07.9（33.9）   | -0.3 | 0秋山真一郎 | 54        | パドトロワ             | 456         |
| 0000.10.07 | 京都   | オパールS          | OP       | 芝1200m（良） | 15    | 4     | 6     | 006.00（3人）   | 06着 | R1:08.3（33.6）   | -0.2 | 0荻野琢真   | 54        | テイエムオオタカ       | 456         |
| 0000.11.24 | 京都   | 京阪杯             | GIII     | 芝1200m（良） | 16    | 3     | 5     | 039.6（12人）   | 03着 | R1:08.6（34.0）   | -0.1 | 0秋山真一郎 | 54        | ハクサンムーン         | 466         |
| 2013.01.14 | 京都   | 淀短距離S          | OP       | 芝1200m（重） | 16    | 1     | 2     | 003.20（1人）   | 12着 | R1:11.0（35.7）   | -0.8 | 0秋山真一郎 | 54        | アイラブリリ           | 468         |
| 0000.02.24 | 阪神   | 阪急杯             | GIII     | 芝1400m（良） | 16    | 4     | 7     | 132.5（13人）   | 05着 | R1:21.3（34.6）   | -0.3 | 0秋山真一郎 | 54        | ロードカナロア         | 466         |
| 0000.04.06 | 阪神   | 阪神牝馬S          | GII      | 芝1400m（良） | 16    | 5     | 9     | 031.5（10人）   | 11着 | R1:22.3（34.7）   | -0.9 | 0秋山真一郎 | 54        | サウンドオブハート     | 462         |
| 0000.05.05 | 京都   | 鞍馬S              | OP       | 芝1200m（良） | 17    | 4     | 7     | 007.20（3人）   | 04着 | R1:07.8（33.1）   | -0.1 | 0秋山真一郎 | 54        | マコトナワラタナ       | 462         |
| 0000.06.16 | 函館   | 函館スプリントS    | GIII     | 芝1200m（良） | 16    | 3     | 5     | 012.40（5人）   | 02着 | R1:08.5（33.9）   | -0.0 | 0秋山真一郎 | 54        | パドトロワ             | 460         |
| 0000.08.11 | 函館   | UHB賞              | OP       | 芝1200m（良） | 12    | 3     | 3     | 004.00（3人）   | 09着 | R1:11.1（35.3）   | -0.7 | 0三浦皇成   | 55        | ストレイトガール       | 462         |
| 0000.08.25 | 函館   | キーンランドC      | GIII     | 芝1200m（稍） | 16    | 2     | 3     | 014.40（6人）   | 03着 | R1:11.9（36.4）   | -0.2 | 0秋山真一郎 | 54        | フォーエバーマーク     | 458         |
| 0000.09.08 | 阪神   | セントウルS        | GII      | 芝1200m（良） | 13    | 6     | 8     | 072.60（9人）   | 09着 | R1:08.7（34.1）   | -1.2 | 0秋山真一郎 | 54        | ハクサンムーン         | 472         |
| 2014.01.13 | 京都   | 淀短距離S          | OP       | 芝1200m（良） | 16    | 4     | 7     | 021.20（5人）   | 14着 | R1:08.6（34.3）   | -1.2 | 0秋山真一郎 | 54        | レディオブオペラ       | 466         |
| 0000.02.02 | 京都   | シルクロードS      | GIII     | 芝1200m（良） | 16    | 2     | 4     | 105.5（11人）   | 12着 | R1:09.0（34.3）   | -1.6 | 0秋山真一郎 | 54        | ストレイトガール       | 464         |

## 繁殖成績
|   | 生年 | 馬名                     | 性 | 毛色   | 父                 | 馬主                               | 厩舎                                             | 戦績                                                                              | 供用           |
| - | ---- | ------------------------ | -- | ------ | ------------------ | ---------------------------------- | ------------------------------------------------ | --------------------------------------------------------------------------------- | -------------- |
| 1 | 2015 | アンジェロッティ         | 牡 | 黒鹿毛 | キングカメハメハ   | （有）サンデーレーシング →杉岡弘和 | 栗東・須貝尚介 →名古屋・角田輝也 →笠松・後藤正義 | 121戦6勝（中央: 3戦0勝、地方：118戦6勝）                                          | （引退）       |
| 2 | 2016 | ラフェリシテ             | 牝 | 鹿毛   | ルーラーシップ     | （有）サンデーレーシング →橘勝年   | 栗東・須貝尚介 →園田・飯田良弘                   | 27戦1勝（中央: 11戦1勝、地方: 16戦0勝）                                           | （引退・繁殖） |
| 3 | 2017 | アッタヴァンティ         | 牝 | 鹿毛   | ロードカナロア     | （有）サンデーレーシング           | 美浦・中川公成                                   | 12戦1勝                                                                           | （引退）       |
| 4 | 2018 | オールアットワンス       | 牝 | 鹿毛   | マクフィ           | 吉田勝己                           | 美浦・中舘英二                                   | 13戦4勝 2021年アイビスサマーダッシュ（GIII） 2023年アイビスサマーダッシュ（GIII） | （引退・繁殖） |
| 5 | 2019 | プレサージュリフト       | 牝 | 黒鹿毛 | ハービンジャー     | （有）サンデーレーシング           | 美浦・木村哲也                                   | 12戦3勝 2022年クイーンカップ（GIII）                                              | （引退・繁殖） |
| 7 | 2022 | ペールノエル             | 牡 | 鹿毛   | モーリス           | （有）サンデーレーシング           | 栗東・西村真幸                                   | 3戦0勝                                                                            | （現役）       |
| 8 | 2023 | ディオレガーロ           | 牝 | 青鹿毛 | サートゥルナーリア | （有）サンデーレーシング           | 栗東・長谷川浩大                                 |                                                                                   | （デビュー前） |
| 9 | 2024 | シュプリームギフトの2024 | 牡 | 青鹿毛 | サトノクラウン     |                                    |                                                  |                                                                                   |                |

- 2025年4月18日現在

## 血統表
| シュプリームギフトの血統                       | シュプリームギフトの血統                               | シュプリームギフトの血統          | （血統表の出典）                  | （血統表の出典） |
| 父系                                           | サンデーサイレンス系/ヘイロー系                        | サンデーサイレンス系/ヘイロー系   | サンデーサイレンス系/ヘイロー系   | [ § 2 ]          |
| 父 ディープインパクト 2002 鹿毛                | 父の父*サンデーサイレンス Sunday Silence 1986 青鹿毛   | Halo                              | Hail to Reason                    | Hail to Reason   |
| 父 ディープインパクト 2002 鹿毛                | 父の父*サンデーサイレンス Sunday Silence 1986 青鹿毛   | Halo                              | Cosmah                            |                  |
| 父 ディープインパクト 2002 鹿毛                | 父の父*サンデーサイレンス Sunday Silence 1986 青鹿毛   | Wishing Well                      | Understanding                     | Understanding    |
| 父 ディープインパクト 2002 鹿毛                | 父の父*サンデーサイレンス Sunday Silence 1986 青鹿毛   | Wishing Well                      | Mountain Flower                   |                  |
| 父 ディープインパクト 2002 鹿毛                | 父の母*ウインドインハーヘア Wind in Her Hair 1991 鹿毛 | Alzao                             | Lyphard                           | Lyphard          |
| 父 ディープインパクト 2002 鹿毛                | 父の母*ウインドインハーヘア Wind in Her Hair 1991 鹿毛 | Alzao                             | Lady Rebecca                      |                  |
| 父 ディープインパクト 2002 鹿毛                | 父の母*ウインドインハーヘア Wind in Her Hair 1991 鹿毛 | Burghclere                        | Busted                            | Busted           |
| 父 ディープインパクト 2002 鹿毛                | 父の母*ウインドインハーヘア Wind in Her Hair 1991 鹿毛 | Burghclere                        | Highclere                         |                  |
| 母 *スーヴェニアギフト Souvenir Gift 2002 鹿毛 | 母の父Souvenir Copy 1995 黒鹿毛                        | Mr. Prospector                    | Raise a Native                    | Raise a Native   |
| 母 *スーヴェニアギフト Souvenir Gift 2002 鹿毛 | 母の父Souvenir Copy 1995 黒鹿毛                        | Mr. Prospector                    | Gold Digger                       |                  |
| 母 *スーヴェニアギフト Souvenir Gift 2002 鹿毛 | 母の父Souvenir Copy 1995 黒鹿毛                        | Dancing Tribute                   | Nureyev                           | Nureyev          |
| 母 *スーヴェニアギフト Souvenir Gift 2002 鹿毛 | 母の父Souvenir Copy 1995 黒鹿毛                        | Dancing Tribute                   | Sophisticated Girl                |                  |
| 母 *スーヴェニアギフト Souvenir Gift 2002 鹿毛 | 母の母Alleged Gift 1994 鹿毛                           | Alleged                           | Hoist the Flag                    | Hoist the Flag   |
| 母 *スーヴェニアギフト Souvenir Gift 2002 鹿毛 | 母の母Alleged Gift 1994 鹿毛                           | Alleged                           | Princess Pout                     |                  |
| 母 *スーヴェニアギフト Souvenir Gift 2002 鹿毛 | 母の母Alleged Gift 1994 鹿毛                           | *エクセレントギフト               | Seattle Slew                      | Seattle Slew     |
| 母 *スーヴェニアギフト Souvenir Gift 2002 鹿毛 | 母の母Alleged Gift 1994 鹿毛                           | *エクセレントギフト               | Rose Red                          |                  |
| 母系(F-No.)                                    | スーヴェニアギフト(USA)系(FN:1-t)                      | スーヴェニアギフト(USA)系(FN:1-t) | スーヴェニアギフト(USA)系(FN:1-t) | [ § 3 ]          |
| 5代内の近親交配                                | Northern Dancer 5×5・5                                 | Northern Dancer 5×5・5            | Northern Dancer 5×5・5            | [ § 4 ]          |
| 出典                                           | 1. 2. 3. 4.                                            | 1. 2. 3. 4.                       | 1. 2. 3. 4.                       | 1. 2. 3. 4.      |

- 母スーヴェニアギフトは米G3ランダルースステークスの勝ち馬。
- 半妹デアレガーロは京都牝馬ステークス勝ち馬。